# Stadion Centralny w Czerkasach
Miejski Stadion Centralny (ukr. Центральний міський стадіон) – wielofunkcyjny stadion w Czerkasach na Ukrainie.
Stadion "Kołhospnyk" w Czerkasach został zbudowany 9 listopada 1957. 9 maja 1958 roku zmienił nazwę na Stadion im. Leninowskiego Komsomołu. W latach 90 XX wieku przyjął obecną nazwę. Po ostatniej rekonstrukcji stadion dostosowano do wymóg standardów UEFA i FIFA, wymieniono stare siedzenia na siedzenia z tworzywa sztucznego. Rekonstruowany stadion może pomieścić 10 321 widzów. Domowa arena klubu Dnipro Czerkasy.